# Georissa rufula
Georissa rufula је пуж из реда Cycloneritimorpha и фамилије Hydrocenidae.

## Угроженост
Подаци о распрострањености ове врсте су недовољни.

## Распрострањење
Ареал врсте је ограничен на Микронезију.